# Skorpions Varese 2004
Questa voce raccoglie le informazioni riguardanti gli Skorpions Varese nelle competizioni ufficiali della stagione 2004.

## Roster
| Roster degli Skorpions Varese (2004) |
| --- |
| Quarterback - 5 Davide Acquati QB/WR - 9 Marco Castellanza QB/WR - 14 Claudio Corazzari - 15 Stefano Fantauzzi - 19 Paolo Zanella Running Back - 4 Paolo Ambrosetti - 22 Cristian Bianchi - 27 Fabio Drigo FB - 34 Gianluca Orrigoni - 34 William Petrone - 43 Francesco Anzi Wide Receiver - 80 Sem Molinari - 81 Alberto Malomo - 82 Fabio Formaggia - 85 Giovanni Lolli Ceroni - 87 Miguel Angel Garnica Gallardo - 88 Andrea Crugnola Tight End - 3 Pietro Limido TE/OL - 83 Antonio Raffaele TE/K - 88 Davide Chiapparini Offensive Linemen - 3 Cristiano Cerrone OL/RB - 57 Marco Luciano - 59 Enrico Vaccaro - 66 Mauro Goldin - 66 Tiziano Marini - 67 Marco Polinelli - 69 Andrea Scola - 71 Leonardo Galvan OG/K - 75 Luca Giotto OL/DL - 78 Marco Gallon Defensive Linemen - 54 Massimiliano Sal - 55 Claudio Marsegan DL/OL - 55 Luigi Raffaele DL/LB - 56 Luca Cova - 58 Jerry Petrone - 64 Simone Mereu - 73 Simone Cova - -- Gianmaria Tarchiani - -- Dario Sasso Linebacker - 1 Dario Castellanza - 1 Attilio Castiglioni - 7 Roberto Grieco LB/DB - 27 Marco Aletti LB/KR/PR - 42 Brando Casucci LB/DB - 42 Maurizio Digennaro - 52 Christian Gaiga - 55 Claudio Marsegan LB/SS - 95 Andrea Balduzzi - -- Daniele Donati Defensive Back - 2 \ Peter Ferlemann - 6 Massimo Filomena - 16 Omar Frontini - 21 Matteo Grazioli - 22 Matteo Pianezzola - 25 Walter Talone FS - 32 Pierangelo Aimetti - 41 Paolo Manfrin Special Team Coaching staff - Francesco Zamichieli |

## Campionato Serie B NFLI 2004

### Regular season
| Rivoli 6 marzo 2004, ore week 1 | Blacks Rivoli | 14 – 13 3OT (0-0 0-7 0-7 0-7 7-6 OT)                                                       | Skorpions Varese | Campo Pro Cascine Vico |
| \| \| \| \| \| Faraca Q3 (TD) interception return Faraca Q3 (pat) Sangiorgio (OT3) (TD) pass da Brena A. Faraca (OT3) (pat) \| Marcatori \| Lolli Cerrone G. Q4 (TD) run Galvan L. Q2 (pat) Formaggia F. (OT3) (TD) pass da Acquati D. \| |               |                                                                                            |                  |                        |
| |               |                                                                                            |                  |                        |
| Faraca Q3 (TD) interception return Faraca Q3 (pat) Sangiorgio (OT3) (TD) pass da Brena A. Faraca (OT3) (pat) | Marcatori     | Lolli Cerrone G. Q4 (TD) run Galvan L. Q2 (pat) Formaggia F. (OT3) (TD) pass da Acquati D. |                  |                        |

| Varese 21 marzo 2004, ore week 2 | Skorpions Varese | 28 – 14 (7-7 6-7 7-0 7-0)                         | Falcons Milano | Campo Varese Giovanile, via Majano |
| \| \| \| \| \| Bianchi C. Q1 (TD) run ? Q1 (pat) Acquati D. Q2 (TD) run Bianchi C. Q3 (TD) run ? Q3 (tpc) Acquati D. Q4 (TD) run ? Q4 (pat) \| Marcatori \| ? Q1 (TD) run ? Q1 (pat) ? Q2 (TD) run ? Q2 (pat) \| |                  |                                                   |                |                                    |
| |                  |                                                   |                |                                    |
| Bianchi C. Q1 (TD) run ? Q1 (pat) Acquati D. Q2 (TD) run Bianchi C. Q3 (TD) run ? Q3 (tpc) Acquati D. Q4 (TD) run ? Q4 (pat)                                                                                     | Marcatori        | ? Q1 (TD) run ? Q1 (pat) ? Q2 (TD) run ? Q2 (pat) |                |                                    |

| Biassono 28 marzo 2004, ore week 3 | Angels Monza | 6 – 27 (0-14 0-0 0-7 6-6)                                                                                                 | Skorpions Varese | C.S. Comunale |
| \| \| \| \| \| ? Q4 (TD) \| Marcatori \| Marsegan C. Q1 (TD) ? Q1 (pat) Formaggia F. Q1 (TD) ? Q1 (pat) Lolli Cerrone G. Q3 (TD) ? Q3 (pat) Acquati D. Q4 (TD) run \| |              | |                  |               |
| |              | |                  |               |
| ? Q4 (TD) | Marcatori    | Marsegan C. Q1 (TD) ? Q1 (pat) Formaggia F. Q1 (TD) ? Q1 (pat) Lolli Cerrone G. Q3 (TD) ? Q3 (pat) Acquati D. Q4 (TD) run |                  |               |

| Varese 18 aprile 2004, ore week 4 | Skorpions Varese | 19 – 23 (0-9 6-7 0-7 12-0)                                                                                 | Blacks Rivoli | Campo Varese Giovanile, via Majano |
| \| \| \| \| \| Acquati D. Q2 (TD) run Acquati D. Q4 (TD) run Lolli Cerrone G. Q4 (TD) pass da Avquati D. \| Marcatori \| team Q1 (saf) Fantinelli G. Q1 (TD) run ? Q1 (pat) Brena A. Q2 (TD) ? Q2 (pat) Brena A. Q3 (TD) ? Q3 (pat) \| |                  | |               |                                    |
| |                  | |               |                                    |
| Acquati D. Q2 (TD) run Acquati D. Q4 (TD) run Lolli Cerrone G. Q4 (TD) pass da Avquati D. | Marcatori        | team Q1 (saf) Fantinelli G. Q1 (TD) run ? Q1 (pat) Brena A. Q2 (TD) ? Q2 (pat) Brena A. Q3 (TD) ? Q3 (pat) |               |                                    |

| Varese 25 aprile 2004, ore week 5 | Skorpions Varese | 26 – 16 (7-0 7-8 6-0 6-7)                                                                                       | Bengals Brescia | Campo Varese Giovanile, via Majano |
| \| \| \| \| \| Bianchi C. Q1 (TD) 22yd run Galvan L. Q1 (pat) Acquati D. Q2 (TD) 1yd run Galvan L. Q2 (pat) Crugnola A. Q3 (TD) 15yd pass da Acquati D. Bianchi C. Q4 (TD) 33yd run \| Marcatori \| Degiovanni Q2 (TD) 22yd pass da Orfeo Brignoli Q2 (tpc) reversed rush Orfeo Q4 (TD) 25yd run Ghiglione Q4 (tpc) \| |                  | |                 |                                    |
| |                  | |                 |                                    |
| Bianchi C. Q1 (TD) 22yd run Galvan L. Q1 (pat) Acquati D. Q2 (TD) 1yd run Galvan L. Q2 (pat) Crugnola A. Q3 (TD) 15yd pass da Acquati D. Bianchi C. Q4 (TD) 33yd run | Marcatori        | Degiovanni Q2 (TD) 22yd pass da Orfeo Brignoli Q2 (tpc) reversed rush Orfeo Q4 (TD) 25yd run Ghiglione Q4 (tpc) |                 |                                    |

| Brescia 9 maggio 2004, ore week 6   | Bengals Brescia | 0 – 21 | Skorpions Varese | Campo Badia |
| \| \| \| \| \| \| Marcatori \| ? \| |                 |        |                  |             |
|                                     |                 |        |                  |             |
|                                     | Marcatori       | ?      |                  |             |

| Milano 15 maggio 2004, ore week 7     | Falcons Milano | 18 – 27 | Skorpions Varese | Velodromo Maspes-Vigorelli, via Arona 19 |
| \| \| \| \| \| ? \| Marcatori \| ? \| |                |         |                  |                                          |
|                                       |                |         |                  |                                          |
| ?                                     | Marcatori      | ?       |                  |                                          |

| Varese 23 maggio 2004, ore week 8   | Skorpions Varese | 35 – 0 | Angels Monza | Campo Varese Giovanile, via Majano |
| \| \| \| \| \| ? \| Marcatori \| \| |                  |        |              |                                    |
|                                     |                  |        |              |                                    |
| ?                                   | Marcatori        |        |              |                                    |

### Playoff
| Parma 12 giugno 2004, ore Quarti di Finale | Panthers Parma | 21 – 13 | Skorpions Varese | Stadio XXV Aprile |
| \| \| \| \| \| ? \| Marcatori \| ? \|      |                |         |                  |                   |
|                                            |                |         |                  |                   |
| ?                                          | Marcatori      | ?       |                  |                   |

## Statistiche di squadra
| Competizione | %Vittorie | In casa | In casa | In casa | In casa | In casa | In casa | In trasferta | In trasferta | In trasferta | In trasferta | In trasferta | In trasferta | Totale | Totale | Totale | Totale | Totale | Totale |
| Competizione | %Vittorie | G       | V       | N       | P       | Pf      | Ps      | G            | V            | N            | P            | Pf           | Ps           | G      | V      | N      | P      | Pf     | Ps     |
| ------------ | --------- | ------- | ------- | ------- | ------- | ------- | ------- | ------------ | ------------ | ------------ | ------------ | ------------ | ------------ | ------ | ------ | ------ | ------ | ------ | ------ |
| Campionato   | .750      | 4       | 3       | 0       | 1       | 108     | 53      | 4            | 4            | 0            | 2            | 88           | 38           | 8      | 6      | 0      | 2      | 196    | 91     |
| Playoff      | .000      | -       | -       | -       | -       | -       | -       | 1            | 0            | 0            | 1            | 13           | 21           | 1      | 0      | 0      | 1      | 13     | 21     |
| Totale       | .667      | 4       | 3       | 0       | 1       | 108     | 21      | 4            | 4            | 0            | 0            | 101          | 14           | 9      | 6      | 0      | 3      | 209    | 112    |